# Cantone di Nantiat
Il Cantone di Nantiat era una divisione amministrativa dell'arrondissement di Bellac.
A seguito della riforma approvata con decreto del 20 febbraio 2014, che ha avuto attuazione dopo le elezioni dipartimentali del 2015, è stato soppresso.

## Composizione
Comprendeva i comuni di:
- Berneuil
- Breuilaufa
- Le Buis
- Chamboret
- Cieux
- Compreignac
- Nantiat
- Roussac
- Saint-Symphorien-sur-Couze
- Thouron
- Vaulry